# Panspermia
Panspermia explica a hipótese de que a vida existe em todo o Universo, distribuída por meteoros, asteroides e planetoides. Em suma ela propõe que seres vivos que podem sobreviver aos efeitos do espaço, ao estilo dos extremófilos ou tardígrados, ficam presos nos escombros que são ejetados ao espaço ou por colisões entre pequenos corpos do sistema estelar e planetas que abriguem vida, ou mesmo por catástrofes maiores de natureza similar. Os tardígrados ou similares viajariam dormentes nos destroços por um longo período de tempo antes desses colidirem aleatoriamente com outros planetas ou misturarem-se com discos protoplanetários de outros sistemas estelares.
A hipótese da panspermia cósmica é uma das hipóteses acerca de como surgiram as primeiras formas de vida no planeta Terra. Essa ideia surgiu pela primeira vez no século V a.C., na Grécia, remontando a autoridade a Anaxágoras, e foi colocada novamente em evidência no século XIX por Hermann von Helmholtz, no ano de 1879.
A hipótese baseia-se na ideia de que a vida foi trazida à Terra do espaço em meteoritos que abrigavam formas de vida primárias. O apoio à ideia reside no fato de que, cientificamente, já foi encontrada matéria de natureza orgânica em meteoroides e meteoritos; e de que há organismos microscópicos conhecidos suficientemente resistentes para, em hipótese, suportar uma viagem espacial até a Terra, mesmo considerado que as condições que esses teriam de enfrentar sejam as mais extremas já cogitadas.
A teoria da panspermia encontra-se, ao menos hoje, desacreditada junto à ciência, mesmo havendo dados suficientes para corroborar a afirmação de que a estrutura da matéria no universo é, assim como a matéria no nosso sistema solar, igualmente descrita pela nossa tabela periódica, e para colaborar a afirmação de que há possibilidade de a vida desenvolver-se também em outros sistemas planetários que nem o nosso. O descrédito atrela-se sobretudo ao fato dessa hipótese simplesmente transferir para lugares remotos do universo a questão sobre a abiogênese química da vida; ao passo que, factualmente verificável, tem-se ciência de que a vida desenvolveu-se e prosperou, até o momento, apenas na Terra.
Embora a existência de vida extraterrestre possa cientificamente ser cogitada, creditar de antemão a origem da vida a fenômenos que ocorreram fora do sistema solar transcende a realidade factual atual. Embora as pesquisas em busca de vida extraterrestre continuem, e materiais orgânicos básicos já tenham de fato sido encontrados fora da Terra, até o presente momento a vida como a concebemos não foi detectada sequer nos demais corpos celestes do nosso próprio sistema solar, tampouco em pontos externos a esse: os resultados científicos até hoje alcançados transferem à Terra os mecanismos responsáveis pela origem e evolução da vida conforme definida e conhecida, esses em nada corroborando o contrário. 
A hipótese científica aceita atualmente atrela-se à abiogênese química terrestre da vida; essa suportada em limite cronológico anterior pelas experiências de Oparin e Haldane e teorias derivadas, como a teoria do mundo do ARN, e em limite cronologicamente posterior ela convergência da árvore da vida a um ponto e pela teoria da evolução biológica como um todo. onde a realidade factual atual.

## Teoria da Panspermia Cósmica
A Teoria Da Panspermia Cósmica é uma tentativa de explicar como surgiram as primeiras formas de vida em nosso planeta. De acordo com ela, toda forma de vida que existe aqui se originou em algum lugar no espaço.
Durante muito tempo, esta tem sido uma teoria pouco acreditada sobre como tudo começou, mas com a descoberta de alguns microrganismos que têm demonstrado uma capacidade de sobreviver às condições que teriam sido submetidos e com o advento de novos telescópios, sondas espaciais explorando remotamente de outros planetas, satélites, asteroides ou cometas e outros instrumentos que ajudam na procura vida alienígena em centenas de planetas próximos, esta busca por outras formas de vida está passando do reino do impossível para o reino do possível.

## Teoria Da Panspermia Cósmica: um outro ponto de vista possível
Em teoria, se a vida na Terra surgiu a partir de uma espécie de nuvem cósmica de sementes, outros planetas em torno de nós devem ter sinais de vida também. Isso não significa que os seres humanos, necessariamente, mas algum tipo de vida, evoluiu de uma forma que seria adequada para suas condições.
Com cerca de 2.000 exoplanetas já identificados em nossa vizinhança galáctica, há uma abundância de lugares para olhar mais de perto. E com o advento das novas tecnologias astronômicas, nós podemos ser capazes de fazer exatamente isso no futuro próximo, com a ajuda de um telescópio de alta definição, por exemplo.
Existem conceitos de como semear novos sistemas planetários por espécies introduzidas de microorganismos. A panspermia direcionada torna-se cada vez mais próxima da realidade devido ao desenvolvimento de velas solares, astrometria precisa, planetas extra-solares, extremófilos e engenharia genética microbiana.

## Primeiros passos
O Instituto Max Planck de Astronomia, na Alemanha, montou um gráfico de cores que pode indicar a presença de microrganismos em outros planetas. Ao olhar para, digamos, o que em nossa atmosfera corresponde à cor de uma piscina cheia de algas, eles serão capazes de descobrir o que conjuntos semelhantes podem representar em outros planetas.